# Charles IV le Bel
Pour les articles homonymes, voir Charles IV, Charles de France et Le Bel.
Charles IV dit « le Bel », né le 18 juin 1294 au château de Creil et mort le 1er février 1328 à Vincennes, roi de France de 1322 à sa mort et de Navarre sous le nom de Charles Ier pendant la même période, est le quinzième et dernier souverain français de la dynastie dite des Capétiens directs.
Dès son avènement, Charles doit faire face à une insurrection paysanne en Flandre et, en 1324, il tente, sans succès, de se faire élire empereur des Romains. En tant que duc d'Aquitaine, Édouard II d'Angleterre est vassal de Charles, mais il refuse de lui rendre l'hommage pour ses possessions sur le continent. En représailles, Charles conquiert en 1324 le duché de Guyenne, dans un bref conflit connu sous le nom de guerre de Saint-Sardos. Après un accord de paix, Édouard II accepte de rendre l'hommage et de payer une amende. En échange, l'Aquitaine lui est rétrocédée, bien qu'amputée de plusieurs territoires.
Après la mort de Charles IV sans descendance mâle, la couronne française passe à ses cousins, les Valois, tandis que la couronne navarraise passe à sa nièce, Jeanne. Toutefois, les disputes concernant la succession de Charles sur le trône de France, entre les Valois, issus de la lignée strictement mâle, et les Plantagenêts, descendants d'Isabelle, la sœur de Charles, conduisent moins d'une décennie plus tard au déclenchement de la guerre de Cent Ans.

## Jeunesse et premier mariage
Charles naît le 18 juin 1294 au château de Creil,. Cinquième enfant et troisième fils du roi de France et de Navarre Philippe IV le Bel et de la reine Jeanne de Navarre, Charles n'est pas destiné à régner. Très peu de choses sont connues sur son enfance, qu'il passe surtout au palais de la Cité. En 1307, Philippe le Bel rachète le comté de Bigorre, qu'il offre peu après en apanage à Charles.
Le 2 février 1308 à Corbeil, Charles épouse Blanche de Bourgogne, fille d'Othon IV de Bourgogne et de Mahaut d'Artois. En 1310, Blanche est déclarée nubile et ils sont autorisés à vivre ensemble en un appartement de la tour de Nesle. Blanche est condamnée pour adultère au début de l'année 1314 avec sa belle-sœur Marguerite de Bourgogne, dans ce que l'on a appelé l'« affaire de la tour de Nesle ». Blanche étant enfermée dans la forteresse de Château-Gaillard, le mariage n'est pas rompu et Charles ne peut se remarier.
Sous le règne de son père, du fait de son jeune âge, Charles joue un rôle très secondaire dans la conduite des affaires du royaume. Ce n'est que dans les dernières années du règne qu'il apparaît au Conseil royal. En août 1314, Charles de Bigorre participe à la très courte campagne de Flandre, et le 20 août débloque facilement Tournai assiégée par les troupes du comte de Flandre. Sans doute déçu de son piètre apanage, il doit attendre les derniers jours de la vie de son père, en novembre 1314, pour que celui-ci mourant lui accorde le comté de la Marche. Encore peut-il se sentir frustré, car il n'obtient pas le comté d'Angoulême, qui avec la Marche faisait pourtant partie de l'héritage d'Hugues XIII de Lusignan récupéré par la couronne en 1308.

## La crise de succession de 1316
Charles de France, comte de la Marche, ne joue aucun rôle notable sous le court règne de son frère aîné Louis X le Hutin. Mais la mort de ce dernier le 5 juin 1316 lui permet d'intervenir dans la crise de succession qui s'annonce. En effet, la France se retrouve à cette date sans monarque, la reine veuve Clémence de Hongrie étant enceinte d'un enfant posthume du feu roi. Dans le cas où naîtrait une fille, de nombreux barons du royaume, et en particulier le duc Eudes IV de Bourgogne, souhaiteraient voir accéder au trône la petite Jeanne de Navarre, fille aînée de Louis X mais, soupçonnée de bâtardise après l'affaire de la tour de Nesle, elle est sans droits.
À l'été 1316, la question la plus urgente à régler est celle de la régence du royaume. Philippe, comte de Poitiers, frère de Louis X et de Charles, la réclame en tant que plus proche parent du feu roi. Ceci n'est pas sans contrarier Charles de Valois, frère cadet de Philippe le Bel qui, en plus d'être le doyen de la famille royale (sans compter le vieux Robert de Clermont, dernier fils de Saint Louis, fou depuis longtemps à la suite d'une blessure), a exercé la réalité du pouvoir sous le règne de son neveu Louis le Hutin. Charles de France penche nettement pour ce dernier. Selon une chronique, les comtes de Valois et Charles de France auraient fait occuper le Palais de la Cité par leurs hommes d'armes, ce qui aurait obligé le connétable Gaucher de Châtillon à user de la force pour permettre au comte de Poitiers d'entrer dans la place et de prendre le pouvoir.
Quoi qu'il en soit, Charles, fils de France mais sans responsabilités, se rallie de très mauvaise grâce au gouvernement de son frère aîné. Le 15 novembre 1316, la reine Clémence met au monde le petit roi Jean Ier qui décède au bout de quatre jours. Rejetant les prétentions de Jeanne de Navarre, le comte de Poitiers se proclame roi sous le nom de Philippe V. Plus que jamais opposé à son frère et partisan des droits de sa nièce, le prince Charles n'hésite pas à répandre alors des bruits médisants selon lesquels Philippe aurait, avec la complicité de sa belle-mère Mahaut d'Artois, fait empoisonner le petit roi.
En janvier 1317, Charles fait scandale en quittant précipitamment la ville de Reims pour ne pas assister au sacre de son frère. De toutes les oppositions contre Philippe V, il s'allie à Eudes de Bourgogne qui souhaite voir Jeanne de Navarre sur le trône de France. Le roi, sur les conseils du pape Jean XXII, rallie son cadet en lui accordant le droit de siéger parmi les pairs de France, au titre de l'apanage du comté de la Marche, que Philippe le Bel lui avait accordé en 1314. Ainsi, le 17 mars 1317, le comte de la Marche soutient-il les droits au trône du fils qui naîtrait de Philippe V. Après une dernière brouille en juin 1317, le comte de la Marche cesse toute attaque contre son frère, Philippe V. Avec son oncle Charles de Valois, dont il reste très proche, il est toutefois tenu à l'écart de la réalité du pouvoir, sans pour autant être en disgrâce. La mort en février 1317 de Philippe, le seul fils de Philippe V, fait de lui l'héritier présomptif de la couronne de France, ce qui le pousse à la modération. Fin 1321, la maladie de son frère aîné lui fait espérer un avènement très proche.

## Avènement
Le comte de la Marche monte sur le trône sous le nom de Charles IV à la mort de son frère Philippe V le Long le 3 janvier 1322. Cette fois-ci, il ne tient aucun compte d'éventuels droits de ses nièces, Jeanne de Navarre et les filles de Philippe V. Contrairement à ce qui s'était passé en 1316, cette prise du pouvoir s'effectue sans aucune contestation. Charles IV est sacré à Reims le 21 février 1322 par l'archevêque Robert de Courtenay. En tant qu'héritier de sa mère Jeanne de Navarre, il ajoute au titre de roi de France celui de roi de Navarre.
On sait très peu de choses sur la personnalité de Charles le Bel. Les chroniqueurs ont jugé sévèrement ce roi qui « régna grand temps sans rien faire » et qui « tenait plus du philosophe que du roi ». Charles le Bel semble toutefois avoir été soucieux de faire respecter la justice, comme le prouve sa fermeté dans l'affaire Jourdain de l'Isle. En 1324, le roi effectue un long voyage en Languedoc, ce qui le rend populaire auprès du peuple. Cette popularité s'érode cependant avec les pratiques financières douteuses de la couronne.

### Gouvernement et gestion
Le règne de Charles IV le Bel voit la poursuite de la bureaucratisation de l'administration royale, déjà accélérée sous le règne de son père et de ses frères aînés. Des réformes sont aussi effectuées, touchant les offices de la Chambre des comptes, du Parlement, la Chancellerie, etc. ceci afin d'effectuer des économies budgétaires et de prévenir les fraudes. Comme sous les règnes précédents, l'État royal fait face à des difficultés financières. Pour y remédier, le gouvernement de Charles le Bel utilise les expédients habituels : mutations monétaires, taxes sur les marchandises, confiscations des biens des marchands italiens. La dîme levée avec l'accord du pape dans le but officiel de préparer la Croisade est aussi un habile moyen de renflouer les caisses royales.
Trouvant le trésor royal épuisé par les abus du règne précédent, Charles IV punit sévèrement et dépouille les financiers lombards. Il traite avec la même rigueur les mauvais juges et les seigneurs qui avaient accaparé les biens des particuliers. Il fait même arrêter Giraud Gayte, ex-surintendant des finances de Philippe le Long, lequel est accusé d'avoir détourné un million deux cent mille livres. Il le remplace par son trésorier Pierre de Rémi, qui sera lui-même pendu sous le règne suivant pour le même motif de concussion. À la chancellerie, Charles IV nomme son ancien chancelier du comté de la Marche Pierre Rodier. Sa montée sur le trône permet aussi à son oncle et parrain Charles de Valois de retrouver un pouvoir qu’il n'avait pas eu sous le règne précédent. L’oncle du roi fait ainsi entrer au gouvernement des hommes à lui, comme le trésorier Jean Billouart ou le chancelier Jean de Cherchemont, qui remplace Pierre Rodier en 1323. Parmi les autres conseillers du nouveau souverain, on peut citer d’anciens légistes de Philippe le Bel tels que Guillaume de la Brosse et Raoul de Presles, ou encore Guillaume Flote, appelé à jouer un rôle encore plus grand sous Philippe de Valois.

### Remariages

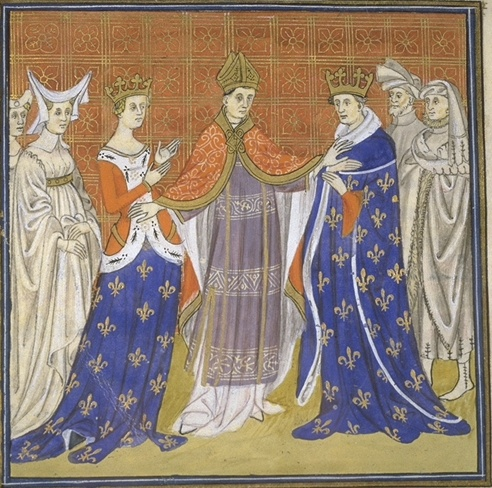
Le pape Jean XXII annulant le mariage de Charles IV et de Blanche de Bourgogne. Enluminure du XIVe siècle.

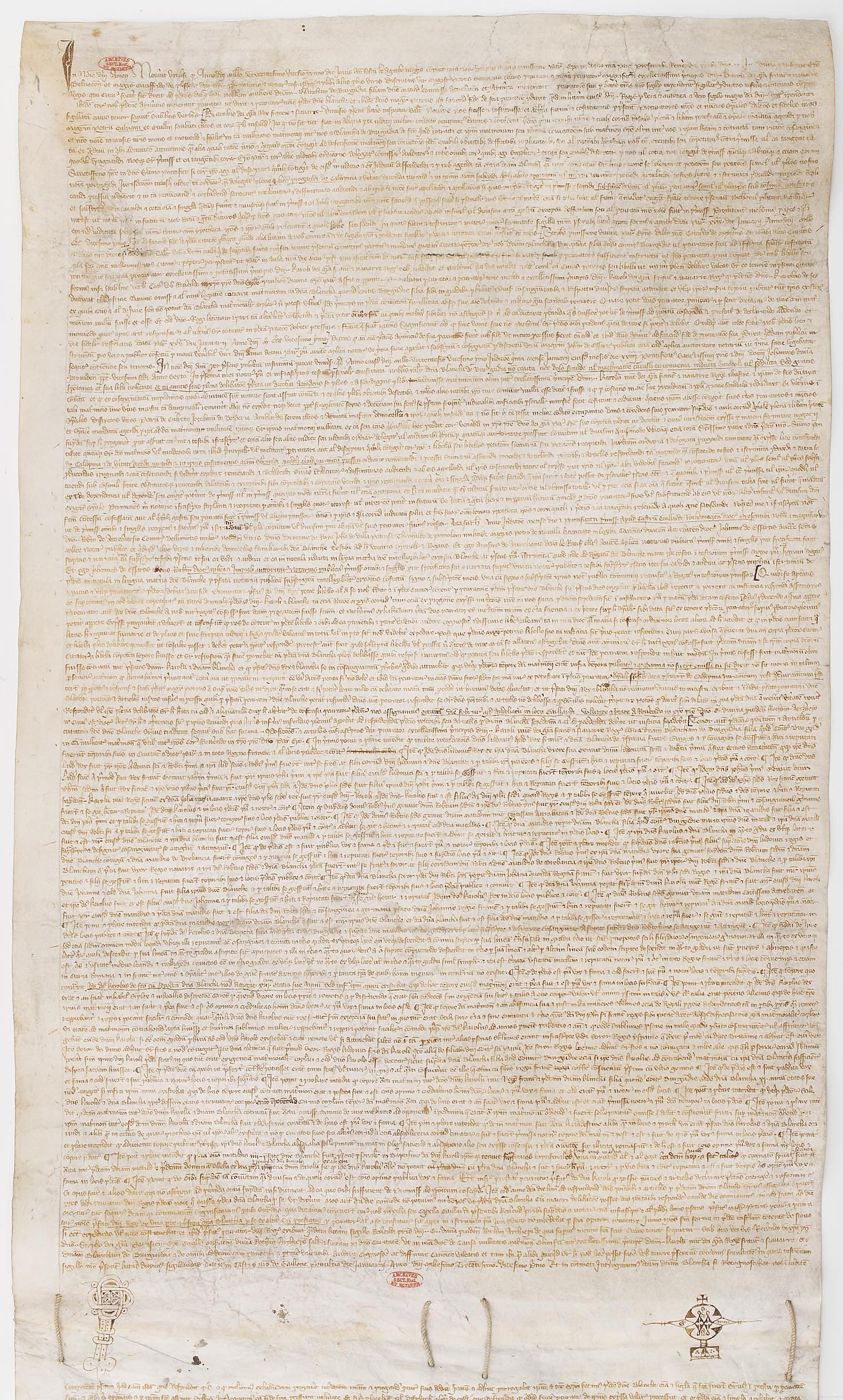
Procédures intentées par le roi de France, Charles IV le Bel, devant les commissaires apostoliques pour faire annuler son mariage avec Blanche de Bourgogne. Paris, 4 février-31 mars 1322. Archives nationales de France.

En mai 1322, le pape Jean XXII annule le mariage de Charles IV et de Blanche de Bourgogne pour cause d'affinité, Mahaut d'Artois, la mère de son épouse, étant également sa marraine.
Le 21 septembre 1322 à Provins, Charles prend pour seconde épouse Marie de Luxembourg, qui lui donnera une fille, nommée Marie également, mais qui ne survivra pas. Le 20 mars 1324, au cours d'un voyage à Issoudun en Berry, la voiture de Marie de Luxembourg se renverse, provoquant la mort de la reine et de l'enfant qu'elle portait.
Le 5 juillet 1324, le roi, toujours sans héritier, épouse en troisièmes noces sa cousine Jeanne d'Évreux. Cette dernière accouche d'une première fille prénommée Jeanne (comme sa mère, sa grand-mère et également une demi-sœur aînée décédée jeune) en 1325, et d'une seconde fille, Marie, l'année suivante. Elle est de nouveau enceinte lorsque le roi meurt en février 1328. Une fille, Blanche, naît le 1er avril 1328. Cette dernière fille épousera en 1345 Philippe, duc d'Orléans, fils de Philippe VI de Valois.
Charles le Bel est parfois considéré comme le père de Thomas de La Marche, capitaine, né de Béatrice de la Berruère. Il est plus vraisemblablement le fils naturel de Philippe VI de Valois.

## Politique extérieure

### Conflit avec l'Angleterre
Les relations de Charles IV avec l'Angleterre sont d'abord cordiales. Le roi envoie en effet outre-Manche une ambassade au roi Édouard II, afin de conclure un mariage entre Marie, une des filles de Charles de Valois, et le prince Édouard, futur Édouard III. Les ambassadeurs français acceptent même de participer à une guerre contre l'Écosse, au cours de laquelle ils sont d'ailleurs fait prisonniers. Néanmoins, la Gascogne reste le point sensible des relations entre les deux royaumes. Édouard II, qui est également duc de Guyenne, souhaite mettre un terme aux luttes d'influence qui opposent dans cette région ses partisans et ceux du roi de France. En 1323, l'évasion de Roger Mortimer aggrave les relations franco-anglaises. Mortimer avait participé quelques années plus tôt à une rébellion contre le roi et son favori Hugues le Despenser. Vaincu et emprisonné à la tour de Londres, il est parvenu à s'évader et a trouvé refuge en France. En août 1323, Édouard II envoie une ambassade en France pour obtenir la livraison de Mortimer. Charles IV refuse et, prétextant un trop haut degré de parenté entre les futurs époux, met un terme au projet de mariage entre le prince Édouard et Marie de Valois. De plus, le roi de France réclame d'Édouard II l'hommage pour le duché de Guyenne, formalité que le souverain anglais n'a toujours pas remplie depuis le sacre de Reims.
À l'automne 1323 intervient l'incident de Saint-Sardos qui met le feu aux poudres. Le village de Saint-Sardos, dans l'Agenais, se trouve à l'époque dans une situation complexe. Bien que situé sur les terres du duché de Guyenne, donc du roi d'Angleterre, il appartient au prieur de Sarlat, dépendant du roi de France. Lorsque le sire de Montpezat, seigneur gascon donc vassal du roi d'Angleterre, construit sur le site une bastide, le Parlement de Paris proclame que celle-ci se trouve sur les terres du royaume de France. Les Gascons, conduits par Montpezat, répliquent en chassant les Français qui s'étaient installés dans la place. Les officiers du roi de France qui ont eu le malheur de se trouver là sont pendus. Charles IV réagit en exigeant réparation et somme Édouard II de lui rendre hommage. Édouard désavoue Montpezat et accepte de négocier mais ne prend aucune résolution. Devant sa mauvaise volonté, Charles fait prononcer par le Parlement la saisie du duché de Guyenne le 1er juillet 1324, ce qui déclenche le conflit armé. Les principales opérations militaires se déroulent évidemment en Guyenne. Le roi y envoie une puissante expédition commandée par l'inévitable Charles de Valois. Édouard II envoie quant à lui son demi-frère Edmond de Woodstock. La campagne est très facile pour les Français qui rencontrent peu de résistance jusqu'à ce qu'ils mettent le siège devant La Réole, occupée par Edmond. Incapable de résister, celui-ci se rend au bout d'un mois, le 22 septembre 1324 et signe une trêve.

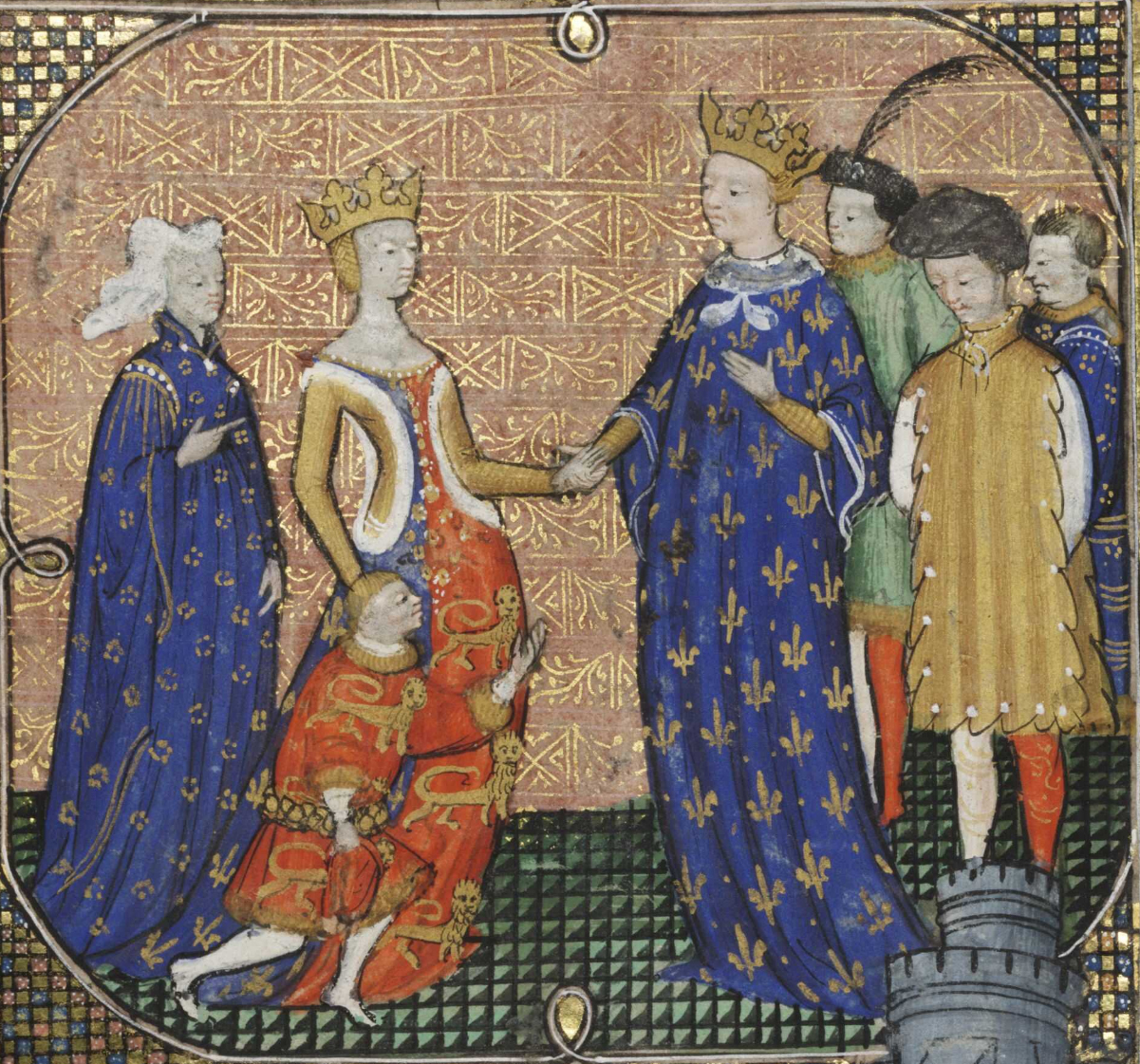
Le futur Édouard III d'Angleterre rendant hommage à Charles IV de France sous l'égide d'Isabelle de France, mère d'Édouard et sœur de Charles, en 1325. Enluminure du XVe siècle.

Afin de négocier la paix, Édouard II envoie en 1325 son épouse Isabelle auprès de son frère Charles le Bel. Par l'intermédiaire de la papauté et de la reine Isabelle, Français et Anglais parviennent à un accord en mai 1325 : la Guyenne est restituée à Édouard II, mais les officiers du duché seront désormais nommés par le roi de France. De plus, Édouard doit venir rendre hommage à Charles IV. Le roi d'Angleterre refuse de se déplacer à Paris, et envoie à sa place son fils le prince Édouard, qu'il titre duc d'Aquitaine. Charles profite alors de l'absence de son rival pour imposer de nouvelles conditions à son jeune fils. Le prince Édouard récupérera bien la Guyenne, mais amputée de l'Agenais. Furieux, Édouard II désavoue son fils et dénonce le traité modifié. Charles le Bel riposte en confisquant une nouvelle fois le duché.
En parallèle à ces négociations, le voyage d'Isabelle sur le continent prend un tour scandaleux. Celle-ci, en effet, affiche ostensiblement une relation avec Roger Mortimer, l'ennemi juré du roi d'Angleterre et ses favoris les Despenser. Les amants s'entendent pour renverser ces derniers puis de prendre le pouvoir. Charles IV se retrouve alors dans une situation difficile en étant assailli par les réclamations d'Édouard II, qui exige le retour de son épouse. Il est finalement contraint de demander le départ des deux amants. Ceux-ci, réfugiés en Hainaut, montent une expédition et débarquent en Angleterre en septembre 1326. Aidés par une révolte des barons du royaume, Isabelle et Mortimer éliminent les Despenser et déposent Édouard II, qui sera assassiné quelques mois plus tard. Le 25 janvier 1327, le duc d'Aquitaine est proclamé roi sous le nom d'Édouard III. Reste à régler l'affaire de Guyenne. Isabelle signe le 31 mars 1327 le traité de Paris très défavorable à l'Angleterre. En effet, si Édouard III recouvre le duché de Guyenne (moins l'Agenais), c'est au prix d'une énorme indemnité de guerre. Mais la mort de Charles le Bel moins d'un an plus tard compliquera l'application du traité.

### Révolte des Flandres
À son accession au trône, Charles doit affronter de nouveaux problèmes en Flandre. Le comte de Flandre Louis Ier règne sur un « État immensément riche » qui mène depuis plusieurs décennies un développement autonome à la limite du royaume de France. Le roi est en théorie considéré comme le suzerain de la Flandre, mais sous les prédécesseurs de Charles, les relations franco-flamandes deviennent tendues. Philippe V avait évité une solution militaire au problème de Flandre, s'arrangeant pour que Louis Ier hérite du comté - Louis était, dans une certaine mesure, déjà sous l'influence française, ayant été élevé à la cour de France. Au fil du temps, cependant, la loyauté de Louis envers la France et l'isolement de la Flandre commencent à éroder sa position dans son propre comté. En 1323, une révolte paysanne menée par Nicolaas Zannekin éclate et s'achève par l'emprisonnement de Louis à Bruges.
Charles est relativement indifférent à l'insurrection paysanne, car la révolte peut aider la couronne de France en affaiblissant à long terme la position du comte Louis. En 1325, cependant, la situation empire et la position de Charles évolue. Non seulement le soulèvement empêche Louis de verser à Charles une partie des sommes qui lui étaient dues par les traités de paix auparavant négociées, mais l'escalade de la rébellion représente une menace encore plus grande pour l'ordre féodal en France même. Ainsi, on peut en déduire que Charles IV est plus incapable que réticent à intervenir pour protéger son vassal.
En novembre 1325, Charles déclare les rebelles coupables de haute trahison et demande au pape leur excommunication, mobilisant une armée dans le même temps. De son côté, Louis a pardonné aux rebelles et a ensuite été libéré, mais une fois de retour à Paris, il change de position et promet à Charles de ne pas accepter un traité de paix séparé. Bien qu'il ait amassé des forces le long de la frontière, les attentions militaires de Charles sont distraites par les problèmes en Gascogne, et il choisit finalement de régler pacifiquement la rébellion par la paix d'Arques en 1326, dans laquelle Louis n'est impliqué qu'indirectement.

### La question du Saint-Empire

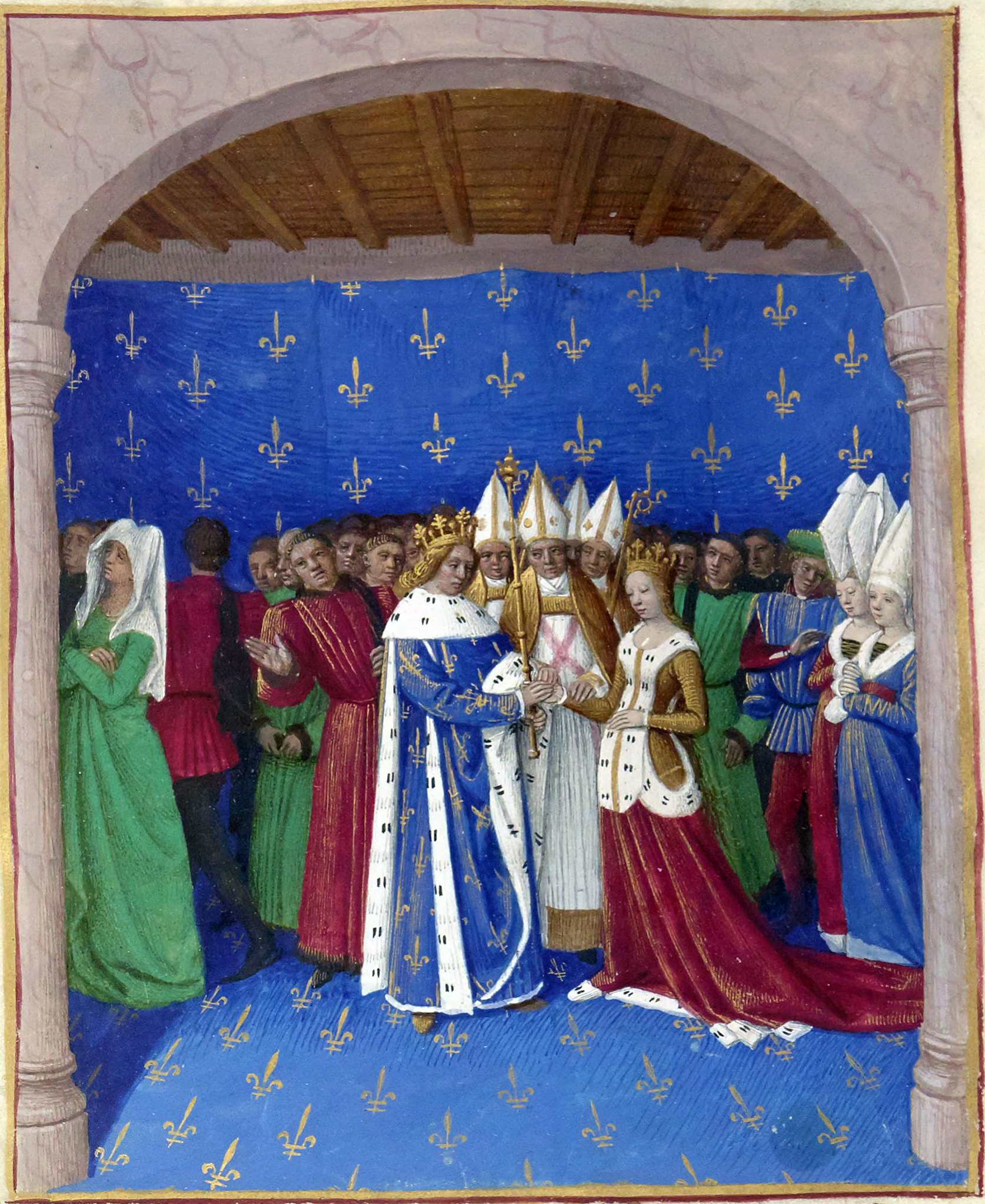
Mariage de Charles IV le Bel et de Marie de Luxembourg,
par Jean Fouquet (XV).

Lorsque Charles le Bel arrive au pouvoir, deux princes revendiquent le titre d'empereur romain germanique : Louis de Bavière, élu mais non reconnu par le pape Jean XXII, et Frédéric le Bel, duc d'Autriche. En 1322, Louis de Bavière bat et capture son rival à la bataille de Mühldorf. Cependant, Jean XXII refuse toujours de le reconnaître comme empereur. Le conflit entre Louis et le souverain pontife ne cesse de s'envenimer jusqu'à l'excommunication de Louis prononcée en 1324, point de départ d'une lutte de près de vingt-cinq ans entre l'Empire et la papauté. À ce moment-là, les partisans de Frédéric d'Autriche songent à faire du roi de France leur nouveau champion. L'épouse de ce dernier, Marie de Luxembourg, est en effet la fille de l'ancien empereur Henri VII. Cette union offre à Charles IV de puissants soutiens, en plus de celui du pape, dans le cas d'une éventuelle élection à l'Empire. Mais Marie meurt prématurément le 26 mars 1324, ce qui met un terme aux ambitions impériales de Charles IV.
Charles le Bel donnera son prénom au futur empereur Charles IV du Saint-Empire (et roi de bohême), alors en formation à Paris. Ce dernier troque son prénom bohémien de baptême, Wenceslas, pour le prestigieux et très franc prénom de Charles, en référence à son oncle et parrain de confirmation.

### Projets de croisade
L'idée d'une nouvelle croisade était réapparue sous les règnes de Philippe IV et Philippe V. En 1323, le roi charge le comte de Valois de négocier avec Jean XXII l'organisation d'une nouvelle expédition en Terre sainte et l'obtention d'un subside. Toutefois, les conciliabules entre le pape et Valois sont un échec, le pape soupçonnant Charles IV de vouloir utiliser cet argent à ses fins personnelles, et nullement pour prendre la Croix. En 1326, Charles le Bel s'intéresse de nouveau aux questions d'Orient et envisage de mener une expédition contre l'Empire byzantin. Il prend pour cela officiellement la Croix et nomme le vicomte de Narbonne à la tête d'une flotte expéditionnaire. L'année suivante, il reçoit à Paris des envoyés de l'empereur Andronic II Paléologue qui proposent, en plus de la paix, de rétablir l'union de la chrétienté. La chute d'Andronic, renversé par son petit-fils Andronic III, et la mort de Charles mettent un terme aux négociations.

## Mort et succession

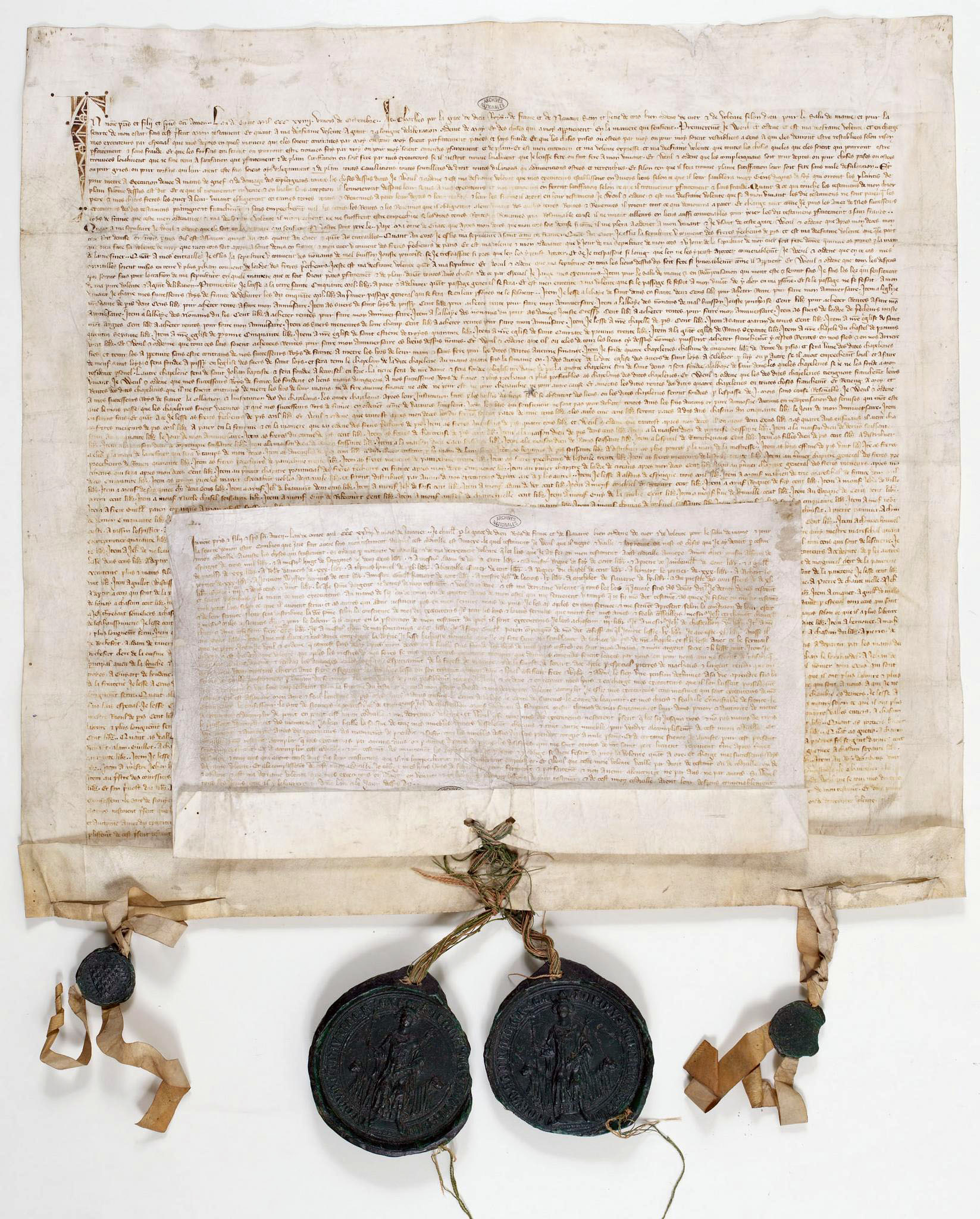
Testament de Charles IV le Bel et son codicille. Le testament est rédigé en 1324. Le codicille est rédigé en 1328. Archives nationales.

Malade, Charles IV est alité à partir du 25 décembre 1327. Selon le chroniqueur Jean Lebel – mais il est le seul à rapporter ce fait – le roi mourant aurait souhaité que le comte Philippe de Valois devînt régent si la reine Jeanne, alors enceinte, donnait naissance à un fils. Si une fille venait à naître, alors Philippe de Valois pourrait monter directement sur le trône. Mais la volonté du roi ne semble pas avoir été suivie immédiatement d'effet, puisque la question de sa succession n'est tranchée qu'après sa mort. Charles IV meurt finalement le 1er février 1328 et ses entrailles sont déposées à l'abbaye de Maubuisson. Le 1er avril 1328, la reine Jeanne d'Évreux donne naissance à une fille, Blanche. En l'absence de descendant mâle survivant, se pose la question de savoir qui va alors régner.
Avant sa redécouverte en 1358, on ignorait qu'il y eût une Loi salique ; tous les rois avaient eu des fils, et du fait de la primogéniture masculine positionnant un frère cadet avant sa sœur aînée, les souverains avaient toujours été des hommes. Ainsi Philippe V en 1316 puis Charles IV en 1322 avaient succédé à leur frère Louis X au détriment de sa fille, Jeanne, puis de leur sœur Isabelle, après que Jean Ier avait lui-même prévalu sur Jeanne sa sœur aînée. À la mort de Charles IV en 1328, plusieurs prétendants se font connaître : tout d'abord le régent Philippe de Valois, par les droits du plus proche héritier mâle, neveu de Philippe IV le Bel ; puis Philippe d'Évreux, par les droits de son épouse Jeanne de Navarre, fille contestée de Louis X le Hutin ; enfin Édouard III d'Angleterre, par les droits de sa mère Isabelle de France, fille de Philippe le Bel. Les filles de Philippe V et de Charles IV s'abstiennent en revanche de revendications.
Tous les candidats qui devaient leur prétention successorale à une fille de France furent écartés pour le motif qu'une femme qui n'a pas le droit de monter sur le trône ne peut pas transmettre ce droit. Cette succession contestée par le roi d'Angleterre fut une des raisons principales de la guerre de Cent Ans, alors que même en mettant en doute la légitimité de Jeanne II de Navarre, dans le cas d'une transmission directe de la couronne d'une fille de France à son fils, Philippe de Bourgogne, petit-fils de Philippe V, précédait Édouard III dans la ligne de succession à la date de la mort de Charles IV. Une telle règle aurait également été une source de conflit, dans le cas où le fils d'une fille cadette ayant accédé au trône, son aînée aurait ultérieurement donné naissance à un fils, auquel le roi aurait dû de son vivant restituer la couronne malgré son sacre, ce qui aurait justement pu se produire avec la naissance de Charles le Mauvais quatre ans plus tard en 1332, lequel s'engagera d'ailleurs dans une vaine lutte avec le futur Charles V jusqu'à sa défaite à Cocherel en 1364.
Philippe de Valois, cousin germain de Charles IV, devint ainsi roi de France par primogéniture masculine sous le nom de Philippe VI. Il restitua la Navarre à laquelle il ne pouvait prétendre à son héritière légitime, Jeanne II, qui avait épousé en 1318 son cousin Philippe d’Évreux, roi de Navarre sous le nom de Philippe III de Navarre.

## Dans la fiction
Charles IV est un personnage de la suite romanesque Les Rois maudits de Maurice Druon. Il est interprété par Gilles Béhat dans l'adaptation télévisée de 1972 et Aymeric Demarigny dans celle de 2005,.